# Rébellion touarègue de 1916-1917
Pour les articles homonymes, voir Rébellion touarègue.
Rébellions touarègues
La révolte touarègue de 1916-1917 ou révolte de Kaocen (kabyle : Tagrawla n Kawsen) est un soulèvement touareg qui eut lieu de 1916 à 1917 contre la colonisation française dans l'ancienne colonie du Niger. Elle eut lieu près du massif de l'Aïr dans le nord du Niger moderne. Ce conflit est la première rébellion touarègue. La rébellion fut dirigée par Ag Mohammed Wau Teguidda Kaocen (1880-1919) et bénéficiait du soutien de la confrérie des Senoussi.
La plupart des grandes villes de l'Agadez, dont Ingall, Assodé, et Aouderas (en) tombent sous contrôle rebelle pendant plusieurs mois avant que des renforts dépêchés de Zinder ne viennent relever la garnison française d'Agadez en mars 1917 et reprennent le contrôle des villes passées sous contrôle des combattants touaregs. Les rebelles sont alors contraints de se retirer vers le nord (Fezzan) où leur chef fut pendu à Mourzouq par des forces locales hostiles à son mouvement.